# Castle of Illusion Starring Mickey Mouse
Castle Of Illusion Starring Mickey Mouse, i Japan känd som Castle of Illusion - アイラブミッキーマウス ふしぎのお城大冒険, är ett plattformsspel utvecklat av Sega of Japan och utgivet av Sega. Det släpptes först 1990 till Mega Drive/Genesis, och senare även till Master System, Game Gear och Sega Saturn. Det är det första i Illusion-serien, och följs av Land of Illusion Starring Mickey Mouse.

## Gameplay och handling
Castle of Illusion är ett plattformsspel där spelaren styr Musse Pigg, som ska rädda Mimmi Pigg från den onda häxan Mizrabel.
Nivåerna utspelar sig inuti ett stort magiskt slott som heter Castle of Illusion. Spelaren besegrar fiender och bossar genom att hoppa på dem eller använda äpplen och spelkulor som projektiler. Spelaren kan även samla ikoner för att öka sin hälsonivå, samla extraliv eller få bonuspoäng. Efter att en boss har besegrats, får spelaren en ädelsten. När alla sju ädelstenar har samlats ihop, kan spelaren bygga en regnbågsbro som leder upp till slottstornet, i vilket spelaren får slåss mot häxan.
Spelet har ett träningsläge där varje värld enbart består av en bana och ingen boss. Det finns inte heller någon slutboss, och två världar är helt borttagna.

## Andra versioner
En omdesignad version av spelet släpptes till Master System, med andra spelmekaniker, nivåer och ny grafik. Game Gear-versionen av spelet är nästan identisk med Master System-versionen.
1998 gavs Castle of Illusion ut till Sega Saturn i en bundling med Kalle Anka-spelet Quackshot.

## Mottagande
När spelet släpptes, gav Mean Machines Genesis/Mega Drive-versionen en positiv recension, och gav det 95% i poäng. De poängterade speciellt spelets grafik och spelbarhet. Ace kallade Game Gear-versionen "i grund och botten en ren Mario-klon — och inte en dålig sådan heller", och gav den 8/10. 2010 sade Gamespot att "det var inte bara nivåerna som gjorde det här spelet så bra. Musiken, kontrollerna och Musses superba animation var alla del i vad som var ett av de bästa Disney-spelen."